# Leucania arcupunctata
Leucania arcupunctata är en fjärilsart som beskrevs av J. Peter Maassen 1890. Leucania arcupunctata ingår i släktet Leucania och familjen nattflyn. Inga underarter finns listade i Catalogue of Life.